# Uwe Ackermann
Uwe Ackermann (República Democrática Alemana, 12 de septiembre de 1960) es un atleta alemán retirado especializado en la prueba de 400 m vallas, en la que ha conseguido ser medallista de bronce europeo en 1982.

## Carrera deportiva
En el Campeonato Europeo de Atletismo de 1982 ganó la medalla de bronce en los 400 m vallas, con un tiempo de 48.64 segundos, llegando a meta tras el también alemán Harald Schmid (oro con 47.48 s que fue récord de los campeonatos) y el soviético Aleksandr Yatsevich.
Su mejor tiempo en esta distancia de 400 metros vallas, fue 48.50 segundos, que lo logró en Chemnitz en julio de 1982.